# Kranzberg
Pour les articles homonymes, voir Kranzberg (homonymie).
Kranzberg est une commune de Bavière (Allemagne), située dans l'arrondissement de Freising, dans le district de Haute-Bavière.